# Klappschlittschuh

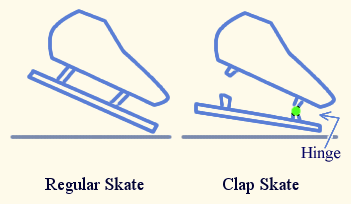
Links: Der normale Schlittschuh. Rechts: der Klappschlittschuh, Grün eingezeichnet das Gelenk.

Der Klappschlittschuh ist eine Abwandlung des  speziell für den Eisschnelllauf konstruierten traditionellen  Schlittschuhs, bei der die Kufe nicht mehr starr am Schuh befestigt, sondern an einem Klappgelenk gelagert ist.

## Hintergrund, Geschichte
Die Technik des Eisschnelllaufs beruht auf dem abwechselnden Gleiten auf dem einen Schlittschuh, während mit dem anderen Schlittschuh ein Abstoßvorgang erfolgt. In der Endphase des Abstoßvorgangs mit gestrecktem Bein verlässt die Kufe mit zunehmender Winkelneigung das Eis. Ein Abstoßen in dieser Phase ist nicht mehr möglich bzw. würde bremsend wirken, da dann das Kufenende massiv ins Eis einschneiden würde.
Es entstand dennoch der Gedanke, die letzte Phase des Abstoßens durch konstruktive Änderungen am Schlittschuh zu verlängern. Den ersten Patentantrag für eine klappbare Schlittschuhkufe reichte 1896 der Würzburger Karl Hannes beim Kaiserlichen Patentamt ein. Trotz erteiltem Patent konnte sich die Idee jedoch nicht durchsetzen und geriet wieder in Vergessenheit. Die ersten Versuche mit beweglichen Kufen für den Leistungssport gab es in den 1970er Jahren in der Sportforschung der DDR. Aus verschiedenen Gründen (interne Diskussionen, fragliche Regelkonformität, evtl. auch fehlende Mittel) wurden diese Versuche jedoch bald eingestellt.
In den Niederlanden, wo der Eisschnelllauf Volkssport ist, wurde die Idee in den 1990er Jahren wieder aufgenommen und von Erik van Kordelaar und Dick de Bles bis zur Einsatzreife vorangetrieben.
Bei dem entwickelten Prinzip ist die mit dem Laufschuh verbundene Kufe vorn schwenkbar gelagert und kann mit dem hinteren Ende nach unten klappen. Eine Feder zieht die Kufe zurück, wenn der Läufer den Fuß endgültig abhebt. Dadurch bleibt die Kufe über ihre ganze Länge länger auf dem Eis und verlängert somit die Abstoßphase, während der Läufer die Ferse schon abhebt. Besonders auf den längeren Strecken führt dies zu deutlichen Zeitverbesserungen gegenüber dem bisherigen konventionellen Schlittschuhlauf. Der positive Effekt der Klappkufen wirkt sich vor allem beim Kurvenlauf aus.
Erste Einsätze erfolgten bei den Juniorenmeisterschaften 1992/93 in Südholland. 1996 wurde der Klappschlittschuh vom niederländischen Damen-Team erstmals bei internationalen Wettkämpfen verwendet, Marianne Timmer siegte damit bei den Olympischen Winterspielen 1998 in Nagano.
Die Beherrschung der Klapptechnik ist bei den sprungartigen Laufschritten am Anfang der Laufstrecke anspruchsvoll. Auf den Sprintstrecken, an denen diese kritische Anfangsphase einen größeren Anteil hat, gab es anfänglich Schwierigkeiten mit der Klapptechnik. Inzwischen sind auch die Zeiten auf den ersten hundert Metern kürzer geworden als bei Verwendung der alten Schlittschuhmodelle mit fest arretierter Kufenschiene. Der Klappschlittschuh setzte sich daher auch in Sprintwettbewerben durch und wird nunmehr von fast allen Athleten im Eisschnelllauf-Spitzensport verwendet.

## Technik
Die schmalen Eisschnelllaufkufen sind in einer meist röhrenförmigen Metallkonstruktion, dem Torpedo eingelassen. Während beim klassischen Eisschnelllaufschuhen das Chassis nur aus zwei Trägerelementen zwischen Schuhsohle und Torpedo besteht, wird bei Klappschlittschuhen eine zusätzliche Längsschiene unter die Schuhsohle geschraubt. Dies ist nötig, um die Verwindungssteifigkeit des Systems zu gewährleisten. Im vorderen Bereich der Schiene befindet sich ein Wälz- oder Gleitlager, an welchem wiederum der Torpedo befestigt ist. Unter der Ferse befindet sich eine zweite Aufnahme für den Torpedo, um ihm in eingeklapptem Zustand zusätzliche seitliche Führung zu bieten und die starken Kräfte zu Beginn des Abstoßvorgangs aufzunehmen. Hier werden sowohl keil- als auch kegelförmige Aufnahmen verwendet. Die Kufe wird im unbelasteten Zustand über eine oder mehrere Federn an den Schuh gezogen. Dabei werden in der Regel Zugfedern verwendet, es kommen aber auch Schenkelfedern zum Einsatz. Typischerweise kann die Kraft der Feder über unterschiedliche Anlenkpunkte eingestellt werden. Alternativ können auch Federn unterschiedlicher Federsteifigkeit verwendet werden. Durch die zusätzliche Schiene unter dem Schuh, die Lagerung und den Federmechanismus sind Klappschlittschuhe schwerer als klassische Eisschnelllaufschlittschuhe.

## Bilder

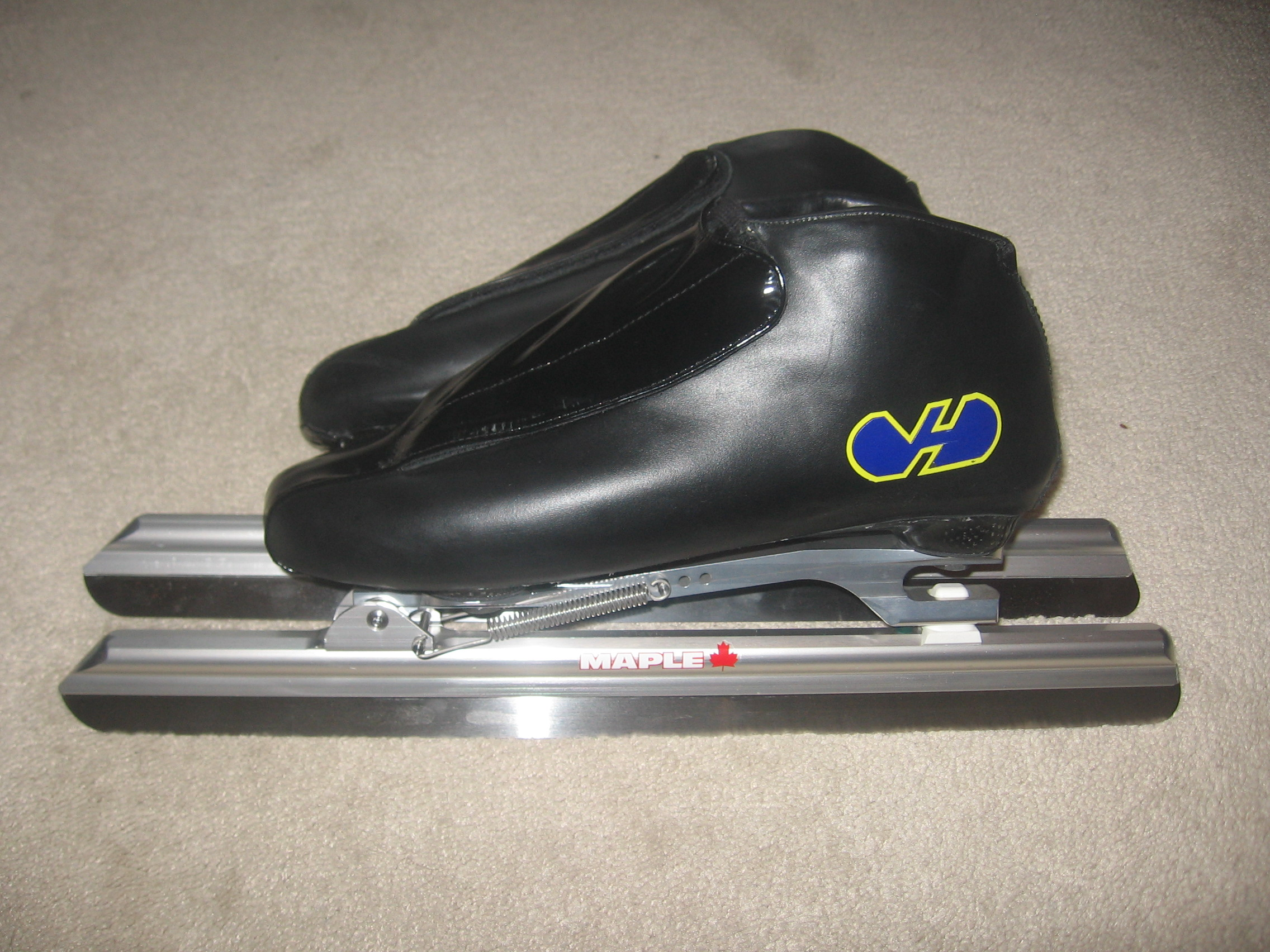
1 Paar Klappschlittschuhe
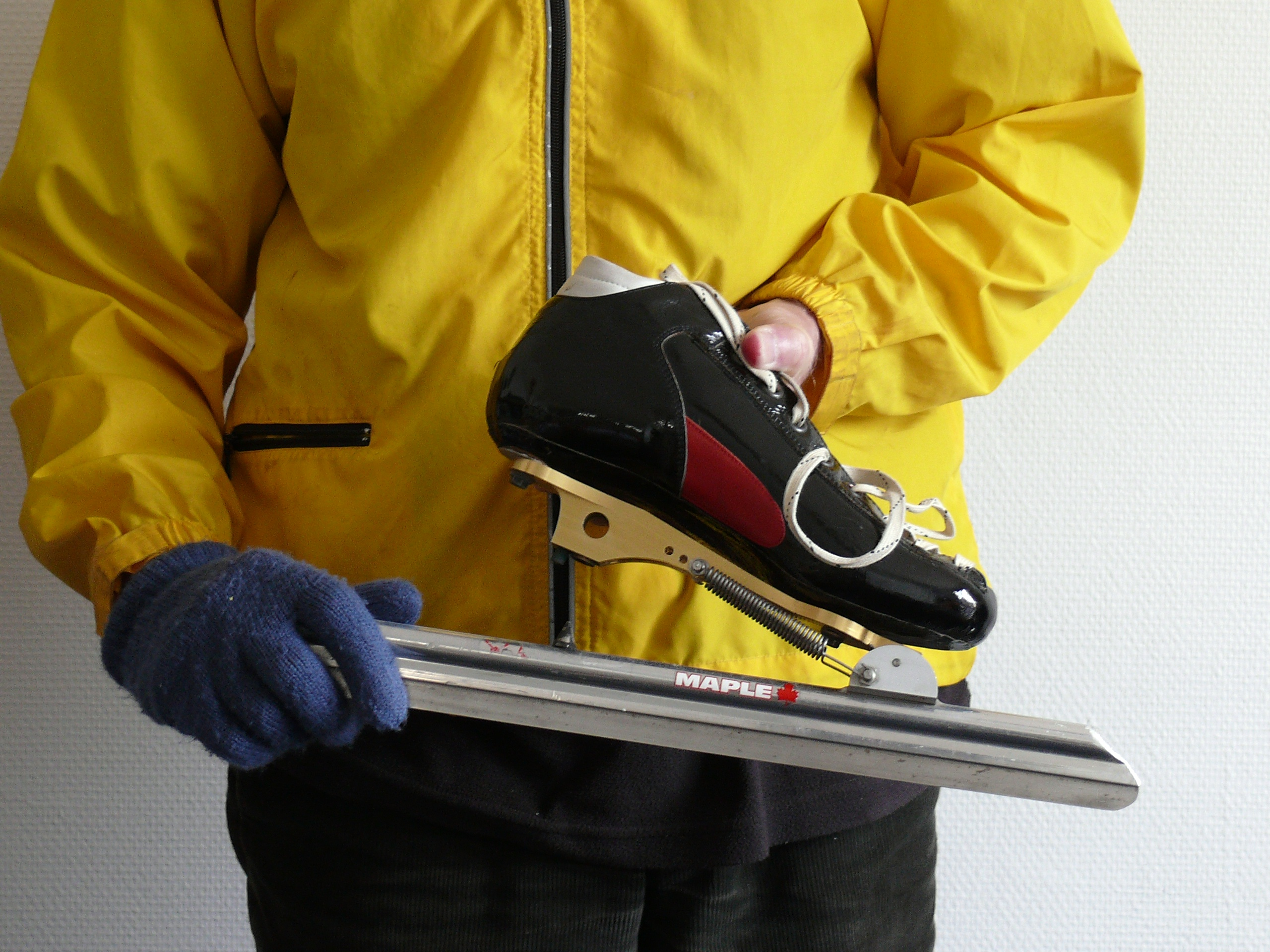
Klappmechanismus geöffnet, …
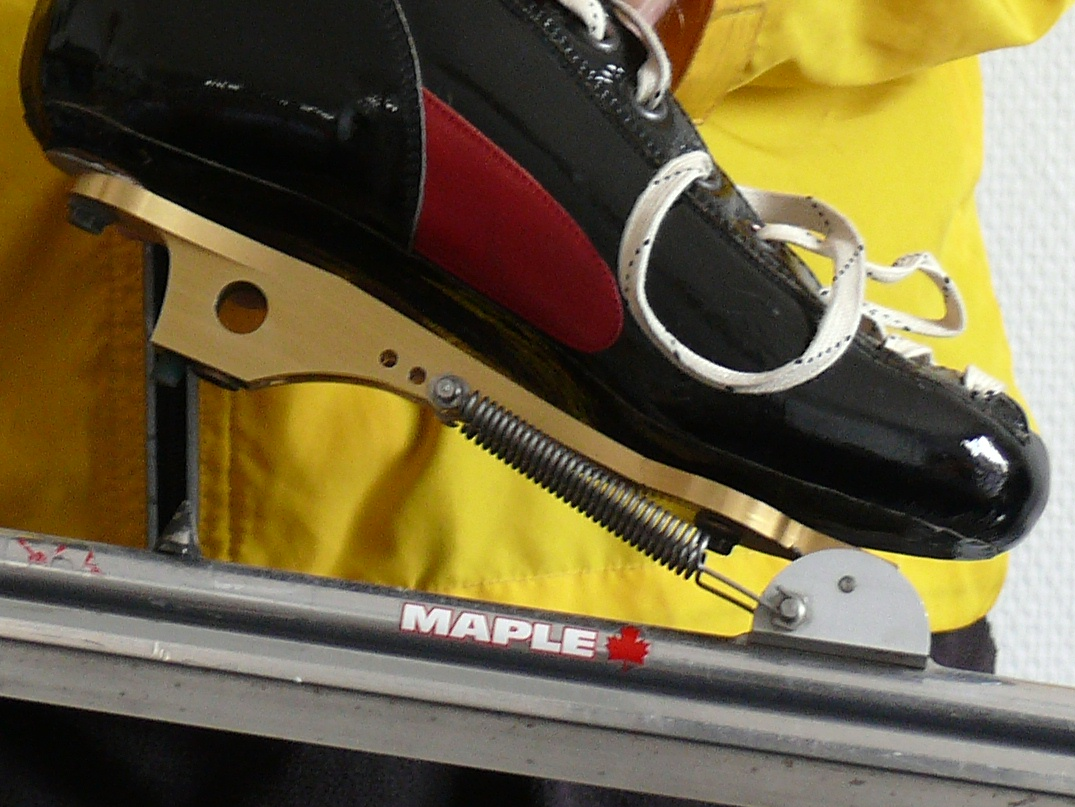
… gut zu erkennen: die drei Anbindungspunkte für die Feder
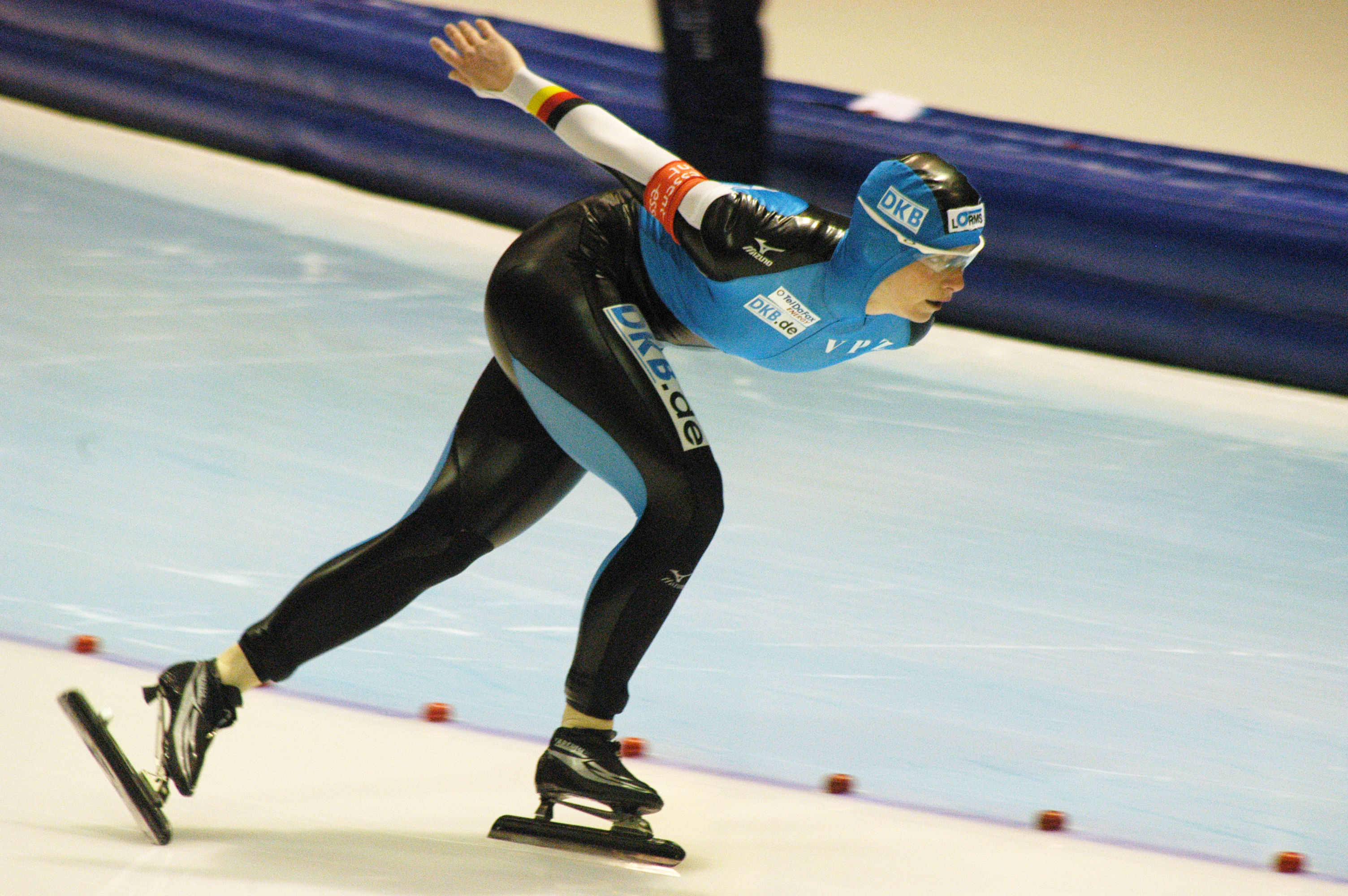
Klappschlittschuh in Aktion: beim Abheben des Fußes klappt die Kufe zurück